# Jan Lempkowski
Jan Lempkowski (ur. 7 lutego 1923 w Radwankowie Królewskim, zm. 16 stycznia 2019) – polski działacz kombatancki i publicysta zamieszkały w Górze Kalwarii, nauczyciel fizyki, z zamiłowania historyk i literat, autor wspomnień wojennych i publikacji poświęconych historii regionu.

## Życiorys
Żołnierz 12 samodzielnej kompanii łączności przy sztabie 5 Dywizji Piechoty 2. Armii Wojska Polskiego, uczestnik Bitwy pod Budziszynem (1945), podczas której w dramatycznych okolicznościach uniknął śmierci z rąk żołnierzy niemieckich rozstrzeliwujących jeńców polskich po walce.
Większość jego publikacji była tematycznie związana z II wojną światową. W 1971 roku za opublikowany przez Wydawnictwo MON pamiętnik wojenny „Ostatnie dni” otrzymał wyróżnienie Ministra Obrony Narodowej.
18 stycznia 2019, po mszy pogrzebowej, która odbyła się o godzinie 12:00 w kościele Niepokalanego Poczęcia NMP w Górze Kalwarii,  został pochowany na miejscowym cmentarzu.

## Publikacje
- Ostatnie dni (pamiętnik wojenny, Wydawnictwo MON 1971)
- Generał Aleksander Waszkiewicz (Wydawnictwo MON 1976)
- Panie, nie zabijaj! (wspomnienia wojenne, Nakładem Autora 2000)